# Friedensverrat
Unter dem Titel Friedensverrat werden im deutschen Strafgesetzbuch (StGB) Tatbestände gefasst, deren Tathandlungen geeignet sind, den Friedenszustand zu gefährden. Die entsprechenden Verbote haben eine doppelte Schutzrichtung: Nach außen soll das friedliche Zusammenleben der Völker (Art. 26 Abs. 1 GG) geschützt werden, nach innen die freiheitliche demokratische Grundordnung, die auch das Leben in Frieden umfasst.

## Die einzelnen Tatbestände
Bis 31. Dezember 2016 kannte das deutsche Recht die als Friedensverrat bezeichneten Tatbestände des § 80 StGB – Vorbereitung eines Angriffskrieges und
§ 80a StGB – Aufstachelung zu einem Angriffskrieg. Diese Tatbestände wurden durch das Achte Strafrechtsänderungsgesetz vom 25. Juni 1968 in das Strafgesetzbuch aufgenommen. In Art. 6a des Statuts des Internationalen Militärtribunals in Nürnberg (siehe Nürnberger Prozesse) war 1945 jedoch schon das „Verbrechen gegen den Frieden“ enthalten. Dieses wurde definiert als „Planen, Vorbereitung, Einleitung oder Durchführung eines Angriffskrieges oder eines Krieges unter Verletzung internationaler Verträge, Abkommen oder Zusicherungen oder Beteiligungen an einem gemeinsamen Plan oder an einer Verschwörung zur Ausführung einer der vorgenannten Handlungen“.
Mit dem Gesetz zur Änderung des Völkerstrafgesetzbuches (VStGB) wurde § 13 VStGB mit Wirkung zum 1. Januar 2017 als eigenständiger Tatbestand des Verbrechens der Aggression in das VStGB  eingeführt, der damit § 80 StGB (Vorbereitung eines Angriffskrieges) ersetzte. Zudem wurde der Wortlaut des § 80a StGB angepasst, indem der Begriff des „Angriffskriegs“ auch hier durch das Aufstacheln zum Verbrechen der Aggression im Sinne des Römischen Statuts des Internationalen Strafgerichtshofs ersetzt wurde.
Der Tatbestand des § 13 Abs. VStGB beschreibt ein konkretes Gefährdungsdelikt, das als schweres Verbrechen mit einer Mindestfreiheitsstrafe nicht unter zehn Jahren oder lebenslanger Freiheitsstrafe ausgestaltet ist. Der für die Erfüllung des Tatbestands § 13 VStGB erforderliche Taterfolg (Gefährdungserfolg) liegt dabei in einer hervorgerufenen konkreten Kriegsgefahr für die Bundesrepublik Deutschland. Allerdings muss keine konkrete Kriegsgefahr für die Bundesrepublik Deutschland bestehen, wenn der Angriffskrieg zwischen anderen Staaten tatsächlich geführt oder die Angriffshandlung tatsächlich begangen wurde. Die Tathandlung wird nach § 1 Satz 2 VStGB auch dann bestraft, wenn die Tat im Ausland begangen wird und der Täter Deutscher ist oder die Tat sich gegen die Bundesrepublik Deutschland richtet.
Der Tatbestand des § 80a StGB beschreibt ein Vergehen und Begehungsdelikt, das nicht den Erfolg einer Kriegsverursachung oder Sicherheitsgefährdung ergeben muss. Die Tathandlung ist nach deutschem Recht nur innerhalb des räumlichen Geltungsbereichs des StGB strafbar (§ 3, § 9 StGB).

## Rechtsgut
Geschütztes Rechtsgut ist neben der äußeren Sicherheit der Bundesrepublik Deutschland auch der vom Gewaltverbot nach Kapitel VII der UN-Charta geschützte Friede zwischen den Staaten und Völkern. Verfassungsrechtlich werden beide Tatbestände durch Art. 26 Abs. 1 GG abgesichert. Der Gesetzgeber ist dem Gebot der Verfassung, Angriffskriege unter Strafe zu stellen, in vollem Umfang nachgekommen.

## Verfahrensrecht
Im Verfahrensrecht ergeben sich folgende Besonderheiten:
- Das Verbrechen der Aggression (§ 13 VStGB) wird nach § 120 Abs. 1 Nr. 8 GVG bereits in erster Instanz  vor dem jeweiligen Staatsschutzsenat am Oberlandesgericht (OLG) angeklagt. Gibt es in einem Bundesland mehrere Oberlandesgerichte, so ist das Oberlandesgericht zuständig, in dessen Bezirk die Landesregierung ihren Sitz hat.
- Die Aufstachelung zum Verbrechen der Aggression (§ 80a StGB) wird jeweils in einem OLG-Bezirk vor dem Landgericht angeklagt, in dessen Bezirk auch das OLG seinen Sitz hat (§ 74a Abs. 1 Nr. 1 GVG). Ist das konkrete Vergehen nach § 80a StGB von „besonderer Bedeutung“, sodass der Generalbundesanwalt die Verfolgung des Falles übernimmt, muss die Anklage ebenfalls vor dem oben genannten Oberlandesgericht erfolgen.

Prozessual bestehen die Möglichkeiten zur Einstellung des Strafverfahrens nach §§ 153c und 153d StPO, deren Gebrauch allerdings nach § 153c Abs. 5 bzw. § 153d Abs. 1 StPO nur dem Generalbundesanwalt zusteht. Um das Strafverfahren einstellen zu können, muss ein überwiegendes öffentliches Interesse der Verfolgung der Straftaten entgegenstehen.
Anders als bei den meisten übrigen Strafvorschriften gegen die öffentliche Ordnung sind die stationierten Streitkräfte der NATO von den Delikten des Friedens-, Hoch- und Landesverrats nach dem NATO-Truppenstatut nicht freigestellt.
Das vorsätzliche Führen eines Angriffs kann auch als Kriegsverbrechen vor dem Internationalen Strafgerichtshof angeklagt werden (Art. 8 Abs. 2 b IV IStGH).

## Konkurrenzen
Tateinheitliche Begehung der Delikte des Friedensverrats mit Landesverrat ist möglich, auch Tateinheit des § 13 VStGB mit Hochverrat (§§ 81–83 StGB) oder der Gefährdung des demokratischen Rechtsstaats (§§ 84 ff. StGB).